# Uno que ha sido marino
Uno que ha sido marino es una película de José Bohr y escrita por René Olivares y Eugenio Retes, estrenada el 17 de septiembre de 1951.

## Sinopsis
Dos lustrabotas y una vendedora de diarios sobreviven bajo los puentes del río Mapocho en Santiago. Maruja, la vendedora de diarios, empieza una relación con un empresario que la ayuda a convertirse en una famosa cantante. Mientras, los dos lustrabotas por casualidad se encuentran con un dinero producto de un asalto a un banco que les cambiará su suerte.

## Reparto
- Eugenio Retes como Hermógenes Zepeda.
- Hilda Sour como Maruja.
- Arturo Gatica como Silvano.
- Eduardo Naveda como Federico Fontal.
- Eva González como Carolina Fontal.
- Rolando Caicedo
- Elena Moreno
- Arturo Gonzalvez
- Alberto Méndez
- Andrés Gallo
- Plácido Martín